# Alestes
Alestes ist eine Gattung der Fische aus der Familie der Afrikanischen Salmler (Alestidae). Die Arten leben in Süßgewässern des tropischen Afrika.

## Merkmale
Alestes-Arten besitzen einen langgestreckten, silbrigen Körper und werden 6,3 bis 60 cm lang. Ein kleiner Teil des Auges wird von einer halbmondförmigen, gut entwickelten, senkrechten Nickhaut bedeckt. Die Zahnformel für beide Kiefer beträgt 6-8/8-2. Die Rückenflosse beginnt über oder kurz hinter dem Bauchflossenansatz mehr oder weniger über der Körpermitte und wird von zwei einfachen und sieben bis neun verzweigten Flossenstrahlen gestützt. Ihre Flossenstrahlen sind niemals verlängert. Die Schuppen besitzen radiusförmige Vertiefungen, die nicht miteinander in Verbindung stehen. Zwischen Seitenlinie und Bauchflossen befinden sich 1 ½ bis 2 Schuppen. Die Schwimmblase reicht hinter den Anus bis in den Schwanzflossenstiel. Bei einigen Arten bleiben die Fontanellen des vorderen Scheitelbeins auch im Erwachsenenalter weit offen. Die Geschlechter lassen sich an der Afterflossenform unterscheiden, die bei ausgewachsenen Männchen konvex ist, bei Jungfischen und Weibchen gerade oder konkav.

## Lebensweise
Alestes-Arten leben als Schwarmfische in Seen und Flüssen. Sie sind Schwarmlaicher, die Eier (300 oder mehr) werden über feinfiedrigen Pflanzen abgegeben.

## Arten
Insgesamt gehören sieben Arten zu der Gattung Alestes.
- Alestes baremoze (Joannis, 1835)

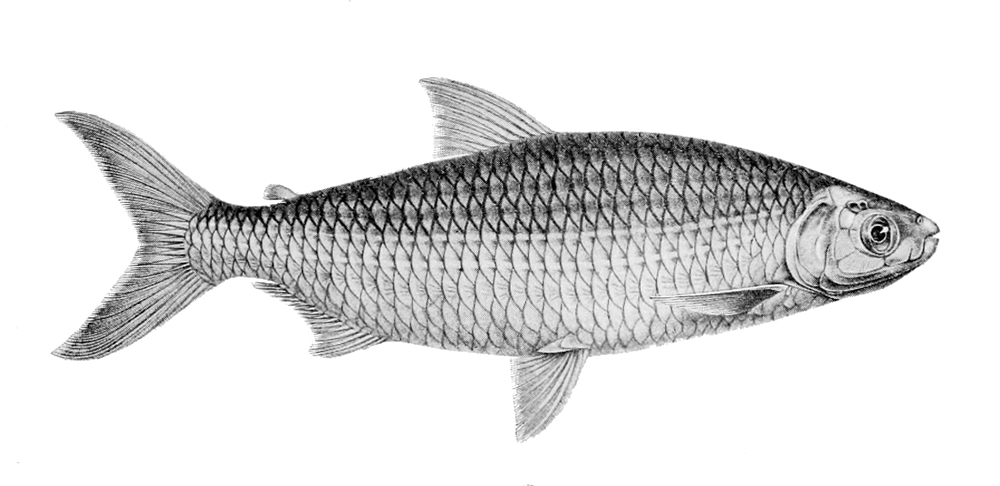
Alestes liebrechtsii

- Alestes comptus Roberts & Stewart, 1976
- Alestes dentex (Linnaeus, 1758)
- Alestes inferus Stiassny, Schelly & Mamonekene, 2009
- Alestes liebrechtsii Boulenger, 1898
- Alestes macrophthalmus Günther, 1867
- Alestes stuhlmannii Pfeffer, 1896

Viele Arten, die früher Alestes zugerechnet wurden, werden heute in die Gattung Brycinus gestellt.